# Ramform-Titan-Klasse
Die Ramform-Titan-Klasse ist eine Klasse von Forschungsschiffen zur seismologischen Erkundung von Öl- und Gaslagerstätten im Meer. Das Typschiff der Klasse, die Ramform Titan, wurde 2013 als größtes Schiff seiner Art in Dienst gestellt. Der ursprüngliche Entwurf dieser Schiffsform, kurz, aber im Verhältnis sehr breit, wurde erstmals von dem Schiffsarchitekten Roar Ramde bei dem norwegischen Schiff Marjata angewendet. Die Reederei Petroleum Geo-Services betreibt vier Schiffe der Klasse.

## Beschreibung
Die Schiffe sind bei einer Länge von 104,20 m 70 m breit und haben einen Tiefgang von 6,42 m. Auf dem Vorschiff ist ein Hubschrauberlandeplatz, auf dem Achterschiff sind an Oberdeck verschiedene Kräne zum Einsetzen der Streamer und der Arbeitsboote aufgebaut. Das nach hinten offene Heck ist in zwei Decks aufgeteilt. Im oberen Deck befinden sich die Winden für die Streamer. Das darunter liegende Deck hat ebenfalls Winden für zusätzliche seismische Ausrüstung sowie Platz für zwei Arbeitsboote. Zwei getrennte Maschinenräume mit je drei Gensets sind vollständig redundant. Durch die extreme Deltaform des Rumpfes liegen die Schiffe sehr ruhig im Wasser. Die Besatzung besteht aus insgesamt 80 Personen seemännischem und wissenschaftlichem Personal. Für sportliche Aktivitäten gibt es eine 225 m² große Sporthalle, einen Fitnessraum, ein Schwimmbad und eine Sauna, außerdem drei Fernsehräume und einen Hörsaal. Die Besatzung ist in 60 Einzelkabinen, alle mit Bad, untergebracht. Für Gäste stehen zehn Doppelkabinen, ebenfalls mit Bad, zur Verfügung.

## Antrieb
Der Antrieb besteht aus drei Wärtsilä-Motoren des Typs 8L 32, die auf jeweils einen Verstellpropeller wirken. Als Manövrierhilfe ist im Bug ein einziehbarer, um 360 Grad drehbarer Brunvoll-Thruster Typ AR100LNC 2600 mit 2200 kW Leistung eingebaut. Insgesamt sind sechs Dieselgeneratoren mit je 4400 kW eingebaut. Die Zugkraft mit 24 Geo-Streamern beträgt 221 Tonnen bei 4,5 Knoten. Für die Notstromversorgung ist ein Cummins-Dieselgenerator des Typs KTA 19 eingebaut.

## Geostreamer
GeoStreamer ist das erste echte Breitbandseismographiesystem zur Erkundung von Meeresböden. Der Streamer ist steuerbar und wird tiefgeschleppt, wodurch der niederfrequente Signalinhalt und seine Multisensor-Aufnahmen die genaue Entfernung von unerwünschten Empfänger-Geisterreflexionen ermöglichen. Das Ergebnis sind Untergrundbilder von größerer Klarheit, Genauigkeit und Zuverlässigkeit. Wenn alle Streamer ausgesetzt sind, kann eine Fläche von bis zu 12 km² abgedeckt werden. An den kilometerlangen Kabeln sind hunderttausende Hydrophone angebracht.

## Schiffe der Klasse
| Ramform-Titan-Klasse | Ramform-Titan-Klasse | Ramform-Titan-Klasse | Ramform-Titan-Klasse                            | Ramform-Titan-Klasse |
| Schiffsname          | Baunummer            | IMO-Nr.              | Kiellegung Stapellauf Fertigstellung            | Bemerkungen          |
| -------------------- | -------------------- | -------------------- | ----------------------------------------------- | -------------------- |
| Ramform Titan        | 2291                 | 9629885              | 29. August 2012 10. Dezember 2012 10. Mai 2013  |                      |
| Ramform Atlas        | 2292                 | 9629897              | 25. März 2013 3. September 2013 24. Januar 2014 |                      |
| Ramform Tethys       | 2308                 | 9676888              | 2. Juli 2014 18. Juni 2015 16. März 2016        |                      |
| Ramform Hyperion     | 1309                 | 9676890              | 25. Juni 2015 25. Mai 2015 17. März 2017        | [ 3 ]                |